# Split/Whole Time
«Split/Whole Time» (с англ. — «Раскол / Всё время») — песня американского рэпера Lil Yachty. Она был выпущен 26 марта 2020, как второй сингл с альбома Lil Boat 3. Он достиг седьмого места в чарте Bubbling Under Hot 100. Песня состоит из двух одноименных частей: «Split» и «Whole Time».

## Музыкальное видео
Музыкальное видео было выпущено в один день с синглом. Также как и песня, клип состоит из двух частей, где Yachty и его друзья находится в парке с трамплинами. В видео участвовал американский рэпер Playboi Carti.

## Отзывы
Фред Томас из AllMusic сказал, что Yachty «светится» в песне и назвал её «жизнерадостной».

## Чарты
| Чарт (2020)                                    | Высшая позиция |
| ---------------------------------------------- | -------------- |
| Новая Зеландия Hot Singles (RMNZ)              | 30             |
| США Bubbling Under Hot 100 Singles (Billboard) | 7              |
| США Hot R&B/Hip-Hop Songs (Billboard)          | 49             |